# Tomás Fernández (futbolista)
Tomás Fernández Ruiz (n. Cantabria, 1 de enero de 1915) fue un futbolista español nacionalizado cubano, cuya posición era de mediocampista y se desempeñaba en el club cubano Centro Gallego.
Habría nacido en Santander según consta en el listado de pasajeros del buque Orizaba, o bien, en San Sebastián, según el listado del buque Queen Mary, que lo transportó en ocasión del mundial 1938.
La selección de fútbol de España no participó de la Copa Mundial de Fútbol de 1938, sin embargo la disputó con la selección de fútbol de Cuba, de la cual fue capitán, marcando un gol en el partido frente a la selección de Rumania. Disputó tres partidos.
Fernández es, hasta la fecha, el último jugador cubano en marcar un gol en mundiales: en Francia, en 1938.